# توماس ماسون (سياسي نيوزلندي)
توماس ماسون (بالإنجليزية: Thomas Mason)‏ هو فلاح و وسياسي نيوزلندي، ولد في 28 يوليو 1818، وتوفي في 11 يونيو 1903. انتخب عضو مجلس النواب النيوزيلندي.